# Reformierte Kirche Latsch GR

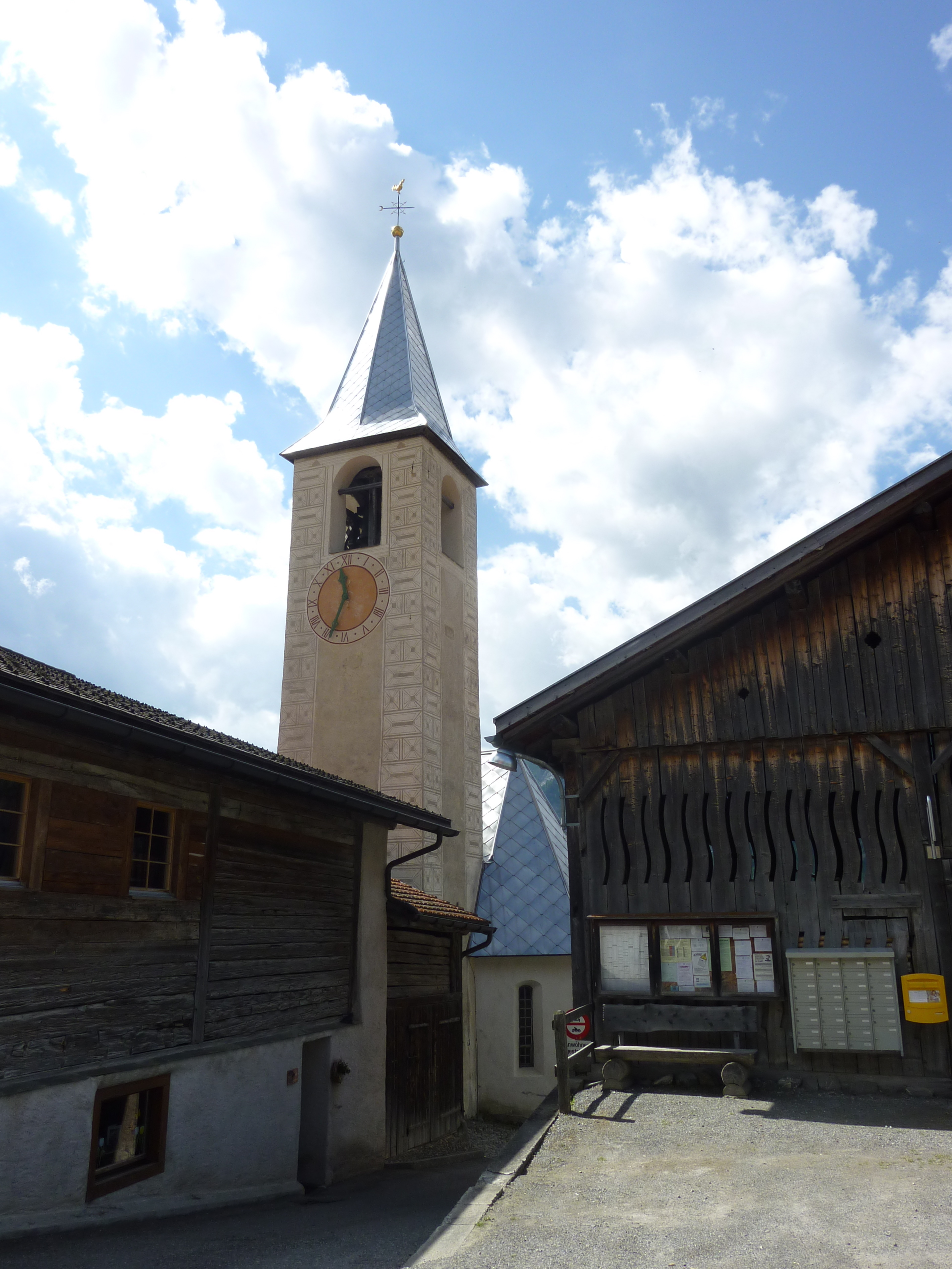
Kirchturm

Die reformierte Kirche in Latsch in Graubünden ist ein evangelisch-reformiertes Gotteshaus unter kantonalem Denkmalschutz. Sie liegt mitten im Unterdorf.

## Geschichte und Ausstattung
Im Jahre 1154 ist ein bischöflicher Besitz in Latsch bezeugt. Ersturkundlich 1523 wird die unter dem Patrozinium des heiligen Nikolaus stehende Kirche erwähnt. Latsch nahm 1590 die Reformation an und löste sich in der Folge von der Bergüner Mutterkirche. 1689 kam es vorübergehend auch zur Trennung vom benachbarten Stugl.
Der hohe Kirchturm mit eingeschossiger Glockenstube trägt ein Zeltdach mit Spitzhelm, während das Kirchenschiff mit einem Walmdach bedeckt ist.
Im Kircheninneren dominiert die linksseitig angebrachte, polygonale und schalldeckellose Kanzel, die dem durch einen Sattelbogen vom Kirchenraum getrennten Chor voransteht. Zentral im Chor steht ein Tauftisch, auf dem nach reformiertem Bündner Brauch auch das Abendmahl gefeiert wird.

## Kirchliche Organisation
Die Evangelisch-reformierte Landeskirche Graubünden führt Latsch als Teil der Kirchgemeinde Val d’Alvra.

## Galerie
|  |  |  |